# Edward Cavendish, 10. vévoda z Devonshiru
Edward William Spencer Cavendish, 10. vévoda z Devonshiru (Edward William Spencer Cavendish, 10th Duke of Devonshire, 10th Marquess of Hartington, 13th Earl of Devonshire, 5th Earl of Burlington, 13th Baron Cavendish of Hardwick, 5th Baron Cavendish of Keighley) (6. května 1895 Londýn – 26. listopadu 1950 Londýn) byl britský politik a důstojník z významné rodiny Cavendishů. Původně sloužil v armádě, později byl dlouholetým členem Dolní sněmovny, před druhou světovou válkou a během ní zastával nižší posty v britské vládě. Od roku 1938 byl jako vévoda z Devonshiru členem Sněmovny lordů a vykonával řadu čestných funkcí. Byl rytířem Čestné legie a Podvazkového řádu. Díky sňatku svého nejstaršího syna Williama (1917-1944), který padl za druhé světové války, se stal blízkým příbuzným amerického prezidenta J. F. Kennedyho.

## Kariéra
Byl synem kanadského generálního guvernéra a ministra kolonií 9. vévody z Devonshiru, po matce Evelyn Petty-Fitzmaurice byl vnukem indického místokrále a ministra zahraničí 5. markýze z Lansdowne. Studoval v Etonu a Oxfordu, jako otcův dědic užíval od roku 1908 titul markýz z Hartingtonu. Po studiích sloužil v armádě a zúčastnil se první světové války, v roce 1916 byl povýšen na kapitána a bojoval v Egyptě, poté působil ve zpravodajských službách a při vojenské misi v Paříži. Po válce se zúčastnil mírové konference ve Versailles a získal francouzský Řád čestné legie.
V letech 1918 a 1922 neúspěšně kandidoval ve volbách, v letech 1920–1921 byl starostou v Buxtonu, byl též smírčím soudcem a zástupcem místodržitele v hrabství Derbyshire. V letech 1923–1938 byl členem Dolní sněmovny, kde patřil ke konzervativcům a věnoval se především problematice kolonií. Do vlády se dostal jako státní podsekretář pro záležitosti dominií (1936–1940), v Churchillově koaličním válečném kabinetu byl státním podsekretářem pro Indii a Barmu (1940–1943) a státním podsekretářem kolonií (1943–1945). Mezitím po otci zdědil titul vévody a od roku 1938 byl členem Sněmovny lordů. Převzal také post lorda–místodržitele v Derby (1938–1950) a kancléře univerzity v Leedsu (1938–1950). V roce 1941 obdržel Podvazkový řád.

## Rodina a majetkové poměry

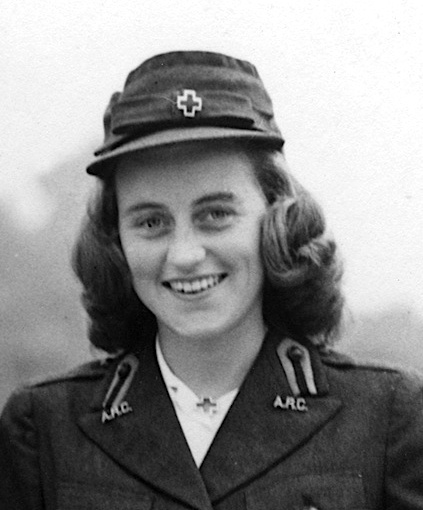
Kathleen Kennedyová, markýza z Hartingtonu (1920–1948), snacha 10. vévody z Devonshiru, sestra amerického prezidenta J. F. Kennedyho

Jeho manželkou byla od roku 1917 Mary Alice Cecilová (1895–1988), dcera předsedy Sněmovny lordů Jamese Edwarda Cecila, v letech 1953–1966 byla nejvyšší hofmistryní královny Alžběty II. Nejstarší syn William Cavendish, markýz Hartington (1917–1944), padl za druhé světové války a za manželku měl Kathleen Kennedyovou (1920–1948), sestru amerického prezidenta J. F. Kennedyho. Dědicem titulů se stal Williamův mladší bratr Andrew (1920–2004).
I když rodina patřila k nejbohatší šlechtě v Británii, po úmrtí 10. vévody se Cavendishové dostali do finanční tísně kvůli uvalení vysoké dědické daně. Po roce 1950 proto došlo k prodeji části majetku a v rámci snahy o zvýšení příjmů byla pro veřejnost zpřístupněna rodová sídla včetně hlavní rezidence Chatsworth House.